# Le Val-d’Esnoms
Le Val-d’Esnoms ist eine französische Gemeinde mit 367 Einwohnern (Stand 1. Januar 2022) im Département Haute-Marne in der Region Grand Est (vor 2016 Champagne-Ardenne). Sie gehört zum Arrondissement Langres und ist Teil des Kanton Villegusien-le-Lac. Die Bewohner werden Esnonais genannt.

## Geografie
Le Val-d’Esnoms liegt etwa 22 Kilometer südwestlich von Langres. Umgeben wird Le Val-d’Esnoms von den Nachbargemeinden Leuchey im Norden, Saint-Broingt-les-Fosses im Osten und Nordosten, Le Montsaugeonnais im Osten und Südosten, Rivière-les-Fosses im Süden, Foncegrive im Südwesten, Vernois-lès-Vesvres im Westen und Südwesten, Vesvres-sous-Chalancey im Westen sowie Vaillant und Aujeurres im Nordwesten.
Das Flüsschen Badin durchquert das Gemeindegebiet. Am Südwestrand der Gemeinde führt die Autoroute A31 entlang. Im Westen hat die Gemeinde mit neun Windkraftanlagen einen Anteil an einem Windpark.

## Geschichte
1972 wurde mit der Zusammenlegung der Gemeinden Esnoms-au-Val, Châtoillenot und Courcelles-Val-d’Esnoms die heutige Kommune Le Val-d’Esnoms geschaffen.

## Bevölkerungsentwicklung
| Jahr                       | 1962 | 1968 | 1975 | 1982 | 1990 | 1999 | 2006 | 2011 | 2019 |
| Einwohner                  | 171  | 147  | 353  | 315  | 310  | 315  | 365  | 373  | 400  |
| Quellen: Cassini und INSEE |      |      |      |      |      |      |      |      |      |

## Sehenswürdigkeiten
- Tumulus
- Reste eines gallischen Oppidums
- Kirche Saint-Étienne in Châtoillenot aus dem 12. Jahrhundert
- Kirche Saint-Michel in Courcelles aus dem 19. Jahrhundert
- Kirche Saint-Valère in Esnoms, um 1789 wieder errichtet
- Burgreste aus dem 12. Jahrhundert, weitgehend im 15. Jahrhundert geschleift
- Schloss Châtoillenot
- Schloss Courcelles aus dem 20. Jahrhundert
- Villa Girault aus dem Jahre 1835

## Persönlichkeiten
- Joseph-Philibert Girault de Prangey (1804–1892), Grafiker und Fotograf, hier (in Courcelles) gestorben